# Mel Lattany
Melvin « Mel » Lattany (né le 10 août 1959 à Brunswick) est un athlète américain spécialiste des épreuves de sprint.
Sélectionné pour la Coupe du monde des nations de Rome, en 1981, l'Américain remporte l'épreuve du 200 mètres en 20 s 21, devant le Britannique Allan Wells et l'Allemand de l'Est Frank Emmelmann.
Le 5 mai 1984, à Athens, Mel Lattany devient le cinquième sprinteur depuis l'apparition du chronométrage électronique à descendre sous les dix secondes au 100 mètres en réalisant le temps de 9 s 96 (+0,1 m/s).